# Bridget Jones Baby : Le Journal
Bridget Jones Baby : Le Journal (titre original : Bridget Jones's Baby: The Diaries) est un roman d’Helen Fielding paru en 2016.
Il s'agit du quatrième livre la saga littéraire en tant que préquel de Bridget Jones : Folle de lui, qui fait suite à Le Journal de Bridget Jones et Bridget Jones : L'Âge de raison.

## Résumé
Bridget Jones, après avoir couché à quelques jours d'intervalle avec deux hommes, Mark Darcy et Daniel Cleaver (nota, à la différence du livre, dans le film il est remplacé par un inconnu), tombe enceinte. Elle ne sait donc pas qui est le père mais, après quelques doutes, elle assume et l'annonce aux deux amants ainsi qu'à ses amis et sa famille. Les neuf mois menant à l'accouchement ne seront pas de tout repos mais William, surnommé Billy, viendra au monde entouré de son père, de son parrain ainsi que de tout l'entourage de Bridget.

## Adaptation cinématographique
L'adaptation cinématographique librement inspirée du roman (scénario original), Bridget Jones Baby sort également en 2016. Elle fait suite aux deux autres films de la franchise : Le Journal de Bridget Jones (2001) et Bridget Jones : L'Âge de raison (2004). Le film suivant, Bridget Jones : Folle de lui, sort en 2025.